# Череп, Валерий Иванович
Череп Валерий Иванович (род. 23 марта 1940, Данило-Ивановка, Запорожская область) — советский политик. Кандидат в члены ЦК КПУ в 1981—1990 г. Депутат Верховного Совета УССР 10-11-го созывов.
Председатель Государственного комитета Украины по строительству и архитектуре (7 мая 2002 — 1 апреля 2005).

## Биография
Родился 23 марта 1940 года в селе Данило-Ивановка Мелитопольского района Запорожской области

### Образование
Запорожский строительный техникум (1953—1957). Криворожский горнорудный институт (1969), инженер-строитель.

### Трудовая деятельность
- С 1957 — мастер, прораб, начальник участка строительного управления, город Кривой Рог.
- Служил в армии.
- 1960—1961 — начальник участка строительного управления треста «Криворожсеверрудстрой».
- 1961—1962 — студент Днепропетровского инженерно-строительного института.
- 1962—1964 — начальник участка треста «Криворожсеверрудстрой».
- 1964—1968 — заместитель начальника цеха Криворожского Центрального горно-обогатительного комбината; главный инженер, начальник строительного управления треста «Криворожаглострой».
- 1968—1971 — руководитель трестов «Криворожиндустрой» и «Кривбассрудстрой».
- 1971—1977 — заместитель председателя Днепропетровского облисполкома.
- 12.1976-05.1978 — первый заместитель председателя, с 05.1978 — председатель Украинского объединения межколхозных строительных организаций «Кривмежколхозстрой».
- 12.05.1982-.11.1985 — Министр сельского строительства УССР.
- 12.1985-1991 — заместитель председателя Украгростроя УССР, заместитель председателя Украгростроя — председатель Украгростроя (с 25.09.1986 — министр УССР).31.10.1991 избран наблюдателем от Украины в Верховный Совет СССР.
- 1991-08.1997 — председатель совета Украинской кооперативно-государственной корпорации по агропромышленному строительству «Украгрострой».
- 08.1997-04.1998 — Министр транспорта Украины.
- 05.06.2001-07.05.2002 — Председатель Государственный комитет строительства, архитектуры и жилищной политики Украины.

Член Высшего экономического совета Президента Украины (07.1997-11.2001).
Член КПСС с 1962 года.
Член СДПУ(О) (2000—2005); член Политсовета СДПУ(О) (с 06.2000); член Политбюро СДПУ(О) (с 03.2003).
Народный депутат Украины 12(1) созыва с 03.1990 (1-й тур) до 04.1994, Белопольский изб. окр. № 349, Сумская область. Председатель Комиссии по вопросам строительства, архитектуры и жилищно-коммунального хозяйства (с 06.1990). Группы «Аграрники», «Земля и воля». На время выборов: Украгрострой, председатель, член КПСС.
Народный депутат Украины 2-го созыва с 04.1994 (2-й тур) до 04.1998, Белопольский изб. окр. № 350, Сумм. обл., выдвинут. тр. кол. Член группы «Конституционный центр». Член (до 10.1997 — председатель) Комитета по вопросам базовых отраслей и социально-экономического развития регионов. На время выборов ВР Украины, председатель Комиссии по вопросам строительства, архитектуры и жилищно-коммунального хозяйства.
Народный депутат Украины 3-го соз. с 03.1998, изб. окр. № 158, Сумм. обл. На время выборов: нар. деп. Украины, Министр транспорта Украины. Член Комитета по вопросам строительства, транспорта и связи (с 07.1998; с 02.2000 — 1-й зам. председателя); член фракции СДПУ(О) (с 05.1998). 13.12.2001 Апелляционный суд. Киев прекратил деп. полномочия.
Избранный народ. деп. Украины 4 соз. с 04.2002 от СДПУ(О), № 13 в списке. На время выборов: Председатель Государственного комитета Украины по вопросам строительства, архитектуры и жилищной политики, член СДПУ(О). Снял кандидатуру.

## Семья
Родился в крестьянской семье. Украинец. Отец Иван Куприянович (1896—1941), мать Феодосия Трофимовна (1900—1985).
Жена Людмила Николаевна (1946) — экономист; дочь Лариса (1967) — медик; сын Сергей (1974) — экономист.

## Награды
Заслуженный строитель Украины. Ордена Трудового Красного Знамени (трижды), орден «За заслуги» III (июнь 1997), II (март 2000), I степени (март 2010). Орден князя Ярослава Мудрого V степени (август 2004). Почетная грамота Кабинета Министров Украины (март 2000).